# Takeover (999)
(All Music Guide)
Takeover è l'ottavo album in studio del gruppo musicale punk britannico 999, pubblicato nel 1998 da Abstract Records.
Da quando l'etichetta è fallita, poco dopo questa pubblicazione, il disco è divenuto difficilmente reperibile, sebbene sia stato ristampato nel 2006 da Noise Int'l.

## Tracce
- Tutte le tracce scritte da Nick Cash e Guy Days eccetto dove indicato.

1. Takeover - 2:12
2. Didn't Mean To - 2:26
3. No Prisoners - 3:30
4. Headcase - 3:17
5. Salvage Mission - 2:38
6. Fit Up - 1:13
7. Out of Our Heads - 2:13
8. I Can't Wait - 2:15 (Cash, Days, Labritain)
9. Split Personality - 2:17
10. Damp With Tears - 2:09
11. Edge of the World - 3:17
12. Falling - 2:35
13. Really Like You - 1:48
14. Jam Me up (With Something Nice) - 1:33
15. Pile Up - 2:25

## Crediti[3]
- Nick Cash - voce, chitarra
- Guy Days - chitarra, voce
- Arturo Bassick - basso, voce d'accompagnamento
- Pablo Labritain - batteria
- 999 - ingegneria del suono